# ناحیه بتانی، میشیگان
ناحیه بتانی (به انگلیسی: Bethany Township) یک منطقهٔ مسکونی در ایالات متحده آمریکا است که در شهرستان گراتیت، میشیگان واقع شده‌است.
 ناحیه بتانی ۹۱٫۲ کیلومتر مربع مساحت و ۱,۴۰۷ نفر جمعیت دارد و ۲۲۰ متر بالاتر از سطح دریا واقع شده‌است.